# ディープ・エンド (2001年の映画)
『ディープ・エンド』（英：The Deep End）は、2001年のサスペンス・スリラー映画。本作でティルダ・スウィントンはゴールデングローブ賞 主演女優賞 (ドラマ部門)、ボストン批評家協会・主演女優賞にノミネートされた。
日本では2003年にVHSリリースされた。DVD未発売。

## ストーリー
カリフォルニア州タホ湖湖畔に暮らすホール一家。海軍に勤める夫が海上任務で長期不在の間、妻マーガレットは義父のジャックと３人の子どもたちと平和な日々を送っていた。マーガレットは、ダービー・リースというチンピラまがいの男と付き合っている息子ボウが心配だった。
ある日ボウは、ダービーに呼ばれ湖の小屋に入り、マーガレットから「お金を渡してもいいから離れてほしい。」という話を持ちかけられたことを聞いて、彼と揉める。次の日の早朝、マーガレットは昨日湖で何かあったのだと思い、散歩がてら確認するとダービーの死体が。マーガレットはボウが殺したのだと思い込み、死体を湖に沈める。だが死体は漁師によって発見され、そこへボウとダービーのセックステープを持った借金取りのアレックがやってきて、マーガレットに5万ドルを要求してきた。
5万ドルを引き出そうとした彼女だったが、夫のサインが必要と言われ断られる。ある日、約束に来ないマーガレットを家まで見に来ると、義父が倒れていたのだった。彼をマーガレットと一緒に助けたことにより、二人の仲は急接近。こんな生活でお金なんて簡単に渡せるわけがない、と話すマーガレットに次第に、同情を覚えるアレック。そして要求していた額を半分に減らしてくれた。すると、今度はダービーを殺した犯人が見つかったとの情報が。犯人さえ見つかれば、ボウが疑われる事はなくなるので、ビデオの脅しも用はなくなるだろう、と言うアレックに、「その人は犯人じゃない」とマーガレットは言い、自首しようとする彼女をアレックは止める。
しかしアレックにはボスがいて、そのボスがついにマーガレットの家に。そこへアレックが助けに入りボスを殺す。そして、ボスの死体を片づけるからお前はアレックの乗ってきた車を移動させておけ、と言われる。しかしこの車は彼女が運転出来る車ではなく、そこへ通りかかった息子へ運転してもらう。途中、アレックとボスの死体を乗せていた車が事故にあっているのを目撃。アレックはビデオテープと現金をもって逃げろと言い絶命。家で泣いているマーガレットを慰めていたのはボウだった。

## キャスト
| 役名                 | 俳優                   | 日本語吹替                              |
| 役名                 | 俳優                   | VHS版                                   |
| -------------------- | ---------------------- | --------------------------------------- |
| マーガレット・ホール | ティルダ・スウィントン | 唐沢潤                                  |
| アレック・スペラ     | ゴラン・ヴィシュニック | 藤原啓治                                |
| ボウ・ホール         | ジョナサン・タッカー   | 土田大                                  |
| ジャック・ホール     | ピーター・ドゥナット   | 秋元羊介                                |
| ダービー・リース     | ジョシュ・ルーカス     | 仲野裕                                  |
| カーリー・ネイゲル   | レイモンド・J・バリー  | 有本欽隆                                |
| スー・ロイド         | ヘザー・マシソン       | 斎藤恵理                                |
| 保安官               | リチャード・グロス     | 小山武宏                                |
| その他               |                        | 水野龍司 浅井清己 伊藤亜矢子 戸田亜紀子 |
|                      |                        |                                         |
| 演出                 |                        | 向山宏志                                |
| 翻訳                 |                        | 瀬谷玲子                                |
| 録音                 |                        | 東京テレビセンター                      |
| 担当                 |                        | 打越領一                                |
| プロデューサー       |                        | 酒井朋子                                |
| 制作                 |                        | 20世紀フォックス ACクリエイト           |

- 吹替版VHSのパッケージにはピーター・ドゥナットの吹替が有本欽隆と誤植されている。